# 릴리 콜린스
릴리 콜린스(영어: Lily Collins, 1989년 3월 18일 ~ )는 영국과 미국의 배우이다. 대표적인 주연 작품으로는 《어브덕션》(2011), 《백설공주》(2012), 《섀도우 헌터스: 뼈의 도시》(2013), 《러브, 로지》 등이 있다.

## 유년 시절
릴리 콜린스는 서리주 길퍼드에서 태어났다. 아버지는 가수 필 콜린스이고, 어머니는 그의 재혼한 아내 질 테이블먼(Jill Tavelman)이다. 테이블먼은 유대계 미국인이다. 외할아버지는 유대계 캐나다인이고 캘리포니아 주의 버버리 힐스에 유명 남성복 매장을 운영했다. 콜린스는 어려서부터 가수인 아버지의 영향을 받아 연기자를 꿈꾸었다.
여섯 살 무렵 아버지와 어머니가 이혼하자, 릴리는 어머니를 따라 미국 로스앤젤레스로 이주하였고, 현재까지 여기에 살고 있다. 그러나 영국의 집에도 자주 찾아가 휴식을 취한다고 하며, 아버지와도 가깝게 지낸다고 밝혔다.
릴리 콜린스는 서던캘리포니아 대학교에서 방송언론학을 전공했으며, '틴 보그', '코스모 걸'과 같은 잡지에 프리랜서 에디터로 활동한 적도 있다.

## 출연 작품

### 영화
| 연도 | 제목                     | 배역               |
| ---- | ------------------------ | ------------------ |
| 2009 | 블라인드 사이드          | 콜린스 투이        |
| 2011 | 프리스트                 | 루시 페이스        |
| 2011 | 어브덕션                 | 캐런 머피          |
| 2012 | 백설공주                 | 백설공주           |
| 2012 | 스턱 인 러브             | 사만다             |
| 2013 | 잉글리쉬 티처            | 핼리 앤더슨        |
| 2013 | 섀도우 헌터스: 뼈의 도시 | 클레리 프레이      |
| 2014 | 러브, 로지               | 로지 던            |
| 2016 | 룰스 돈 어플라이         | 말라 매브리        |
| 2017 | 투 더 본                 | 앨렌               |
| 2017 | 옥자                     | 레드               |
| 2017 | 더 디그                  | 조                 |
| 2018 | 몬스터 파크              | 새벽 공주 (목소리) |
| 2019 | 나는 악마를 사랑했다     | 엘리자베스 클뢰퍼  |
| 2019 | 톨킨                     | 에디스 톨킨        |
| 2020 | 맹크                     | 리타 알렉산더      |
| 미정 | 맥신                     |                    |

### 텔레비전
| 제목      | 연도                | 배역            |
| --------- | ------------------- | --------------- |
| 2009      | 90210               | 피비 에이브럼스 |
| 2016-17   | 더 라스트 타이쿤    | 세실리아 브래디 |
| 2018      | 레 미제라블         | 팡틴            |
| 2020-현재 | 에밀리, 파리에 가다 | 에밀리 쿠퍼     |